# Alois Evers

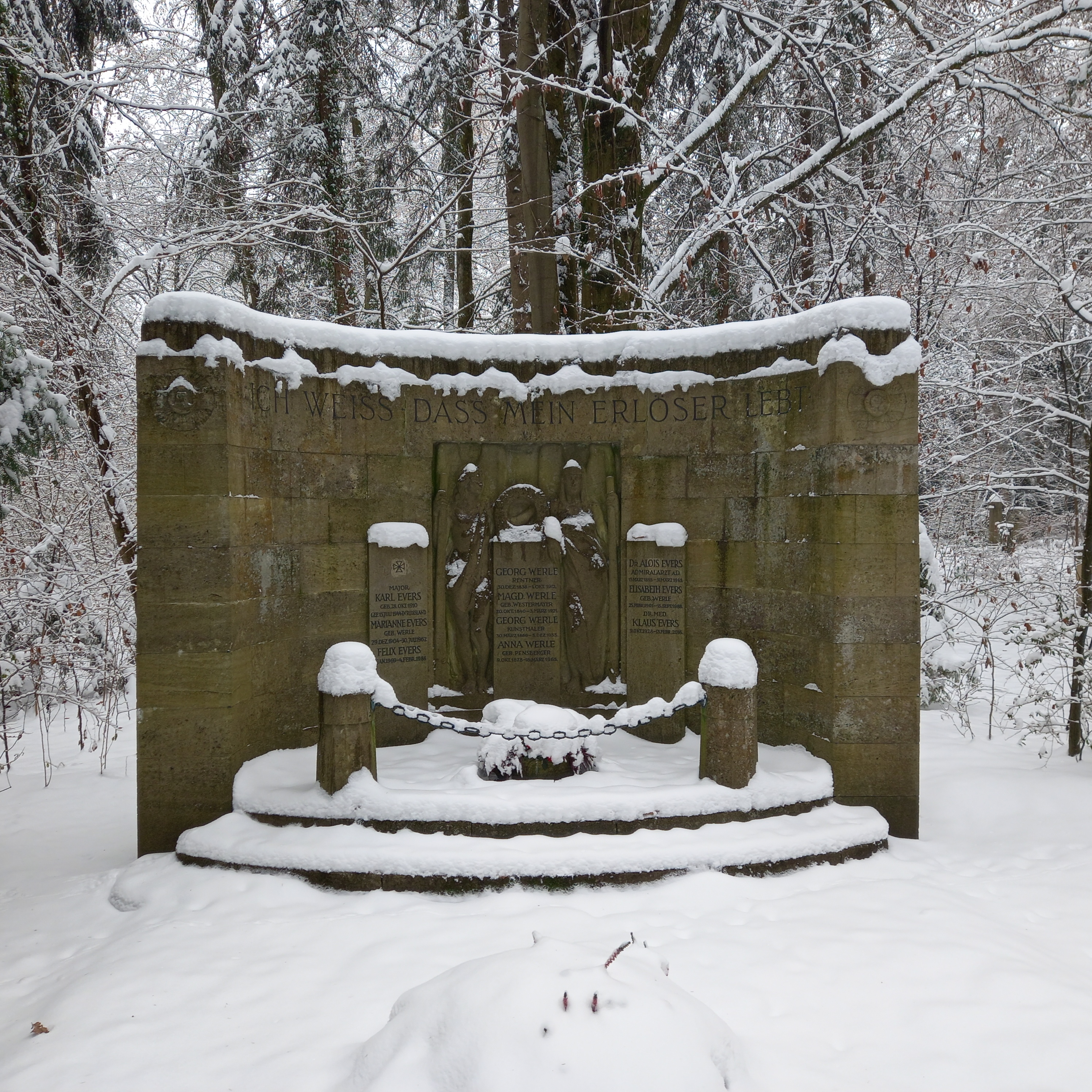
Das Grab von Alois Evers und seiner Ehefrau Elisabeth geborene Werle im Familiengrab Werle auf dem Waldfriedhof (München)

Alois Evers (* 13. März 1893 in Münster; † 31. März 1965 in Freiburg) war ein deutscher Admiralarzt der Kriegsmarine.

## Leben
Alois Evers diente erst als Fliegerleutnant im Ersten Weltkrieg und begann nach Kriegsende ein Medizinstudium, welches er 1922 mit dem Staatsexamen an der Universität Kiel und dem Thema Über Chorea und Choreapsychosen abschloss.
Evers wurde in die Reichsmarine übernommen. Hier am 1. April 1926 zum Marinestabsarzt befördert, war er 1931 Referent im Sanitätsamt der Marinestation der Nordsee und zugleich Leiter der hygienischen Abteilung und der I. Abteilung der Schiffsstammdivision der Nordsee (Wilhelmshaven).
1936 war er als Schiffsarzt im Rang eines Marine-Oberstabsarztes (Beförderung am 1. April 1934) auf dem Linienschiff Schlesien. Ab September 1937 war er Chefarzt am Marinelazarett Swinemünde und zugleich als Standortarzt Kommandant des Marinelazaretts. Am 1. Oktober 1937 wurde er Geschwaderarzt und blieb in Swinemünde bis Dezember 1939. Als im Januar 1940 die Marineärztliche Akademie in Berlin eingerichtet wurde, wurde Evers, gerade zum Flottenarzt befördert, nur bis Ende März 1941 Kommandeur der Akademie. In dieser Funktion versuchte Evers die erhaltenen Weisungen direkt umzusetzen, ohne die Informationen an seine Untergebenen bzw. die Offiziersanwärter weiterzugeben, was zu erheblichen Spannungen und anfangs zu Abkommandierungen von Untergebenen führte. Im Januar 1941 kam es daher zu einer dienstlichen Unterredung, wo der Chef des Sanitätsamtes der Marinestation der Ostsee, Flottenarzt Kurt Dütschke, anwesend war. Evers argumentierte dabei, basierend auf einer von ihm verfassten Denkschrift, mit Problemen mit „den Berlinern“ und mit seinen Erziehungsmethoden. Mit dem Umzug der Marineärztlichen Akademie von Berlin nach Tübingen wurde Evers dann von seinem Posten entbunden. Von April 1941 bis Ende Juni 1941 war er als Leitender Sanitätsoffizier bei Admiral Südost und anschließend bis 19. August 1942 in der gleichen Position beim Marinegruppenkommando Süd. Er war von August 1942 bis Oktober 1942 zur Verfügung des Sanitätsamtes der Ostsee gesetzt. Von November 1942 bis Anfang 1944 war er Chefarzt des Marinelazarett Stralsund. Am 1. Juni 1944 wurde er Admiralarzt. Bis Kriegsende übernahm dann Admiralarzt Hugo Caanitz den Posten des Chefarztes. Anschließend war Evers bis Kriegsende Leitender Sanitätsoffizier beim Flottenkommando. Zu Kriegsende war er Chef des Marinesanitätsausbildungswesens. Nach dem Krieg kam er in Kriegsgefangenschaft, aus welcher er am 1. März 1946 entlassen wurde.
Nach dem Krieg war er am ersten Amtsarztlehrgang der neu eingerichteten Akademie für Staatsmedizin in Hamburg teil. Er ließ sich als Landarzt in Holstein nieder und starb Ende März 1965 in Freiburg an einem Herzinfarkt.

## Werke (Auswahl)
- Die Avitaminosen auf deutschen Hilfskreuzern während des Weltkrieges. Mittler, 1931.
- Denkschrift der Marineärztlichen Akademie Kiel. Kiel, Januar 1941.